# Suzuki DR 350

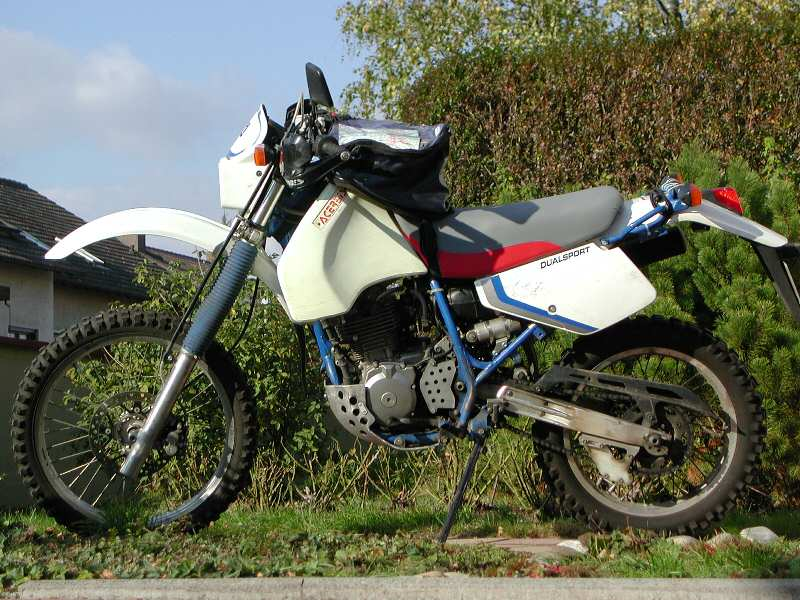
Suzuki DR 350 S von 1990 mit 15-l-Tank und vielen weiteren Modifikationen

Die Suzuki DR 350 war eine kommerziell erfolgreiche Enduro des Herstellers Suzuki. Gebaut wurde dieses Modell von 1990 bis 1999, es wurde im Lauf seines Produktlebens mehrfach überarbeitet.

## Beschreibung
Ausschlaggebend für den Erfolg der DR 350 waren von Anfang an der haltbare Motor, das geringe Einsatzgewicht von unter 130 Kilogramm (vollgetankt), das wendige Fahrwerk sowie der günstige Preis.
Die Modellgeschichte begann 1990 mit der DR 350 S. 1992/1993 kam mit dem Modell SH eine hydraulische Sitzhöhenverstellung (SHC – Seat Height Control) hinzu. Damit konnte per Handrad am Lenker die Sitzhöhe von 890 auf 840 mm abgesenkt werden. Dazu gab es außerdem hochwertige Federelemente in Form einer Upside-Down-Gabel. 1994 ersetzte Suzuki mit der DR 350 SE die erfolgreiche DR 350 S/SH gegen ein Modell mit Elektrostarter. Allerdings wuchs damit auch das Leergewicht an. Die DR wog nun, wie ihre Konkurrenten, über 130 kg und wurde damit für den sportlichen Geländeeinsatz weniger interessant. Außerdem sah man sich aus Kostengründen dazu gezwungen, die DR wieder mit einer herkömmlichen Teleskopgabel auszurüsten.
Trotzdem ist die DR 350 ob ihrer Unkompliziertheit und Vielseitigkeit beliebt.
In den USA verkaufte Suzuki mit den Modellen P, R und N spezielle Sportversionen mit 33er Mikuni-Flachschiebervergaser, offener Auspuffanlage sowie besseren Federelementen, Kunststofftank, Hinterrad Felge ohne Rückdämpfer, Fußrasten Halter ohne Vibrationsdämpfer, keine Blinker, reduzierte Lichtmaschine und einen einfachen Scheinwerfer, auch ein Soziusbetrieb ist nicht vorgesehen. Das Ergebnis war ein noch leichteres Motorrad (ca. 115 kg) mit noch mehr Leistung (bis 32 PS), welches aufgrund restriktiver Umwelt- und Geräuschemissionsauflagen jedoch nie offiziell den europäischen Markt erreichte.

## Technische Daten
Der Motor ist ein luftgekühlter Einzylinder-Viertaktmotor (zusätzlicher Ölkühler war als Zubehör von Suzuki erhältlich). Er hat eine obenliegende Nockenwelle mit 4 Ventilen. Der Hubraum beträgt 349 cm³, die Bohrung 79 mm, der Hub 71,2 mm. Die Leistung beträgt 20 bis 24 kW (entspricht 27 bis 32 PS) (je nach Modell). Das Drehmoment liegt bei 25 Nm bis 30 Nm (je nach Modell). Der Motor hat eine Verdichtung von 9,5:1. Die Schmierung des Motors erfolgt im Trockensumpfverfahren, die Ölmenge ist ca. 1,9 Liter. Die Vergaser sind in der Europa-Ausführung Mikuni BST-33 Gleichdruckvergaser; für die USA-Ausführung wurden Mikuni TM-33 Flachschiebervergaser verwendet. Ab 1994 gab es einen elektrischen Anlasser.

## Fahrwerk
Der Radstand ist 1435 mm. Der Nachlauf beträgt 115 mm, der Federweg vorne und hinten jeweils 280 mm. Die Sitzhöhe beträgt 890/900 mm (Modell SH / S), die Bodenfreiheit ist 290 mm.

## Fahrleistungen und weitere Daten
Die Höchstgeschwindigkeit liegt bei 135 km/h (Eine Person, auf Asphalt, bei einer Übersetzung von:15/43), das Leergewicht beträgt je nach Modell 115 kg bis 130 kg. Die Kraft vom 6-Gang-Getriebe zum Hinterrad wird über eine Rollenkette übertragen. Der Tankinhalt ist 9 Liter davon sind ca. 1,8 Liter Reserve. Der Verbrauch liegt je nach Fahrweise und Untergrund bei 3,5 bis 7,0 Liter/100 km.